# Lindskogen
Lindskogen is een plaats in de gemeente Lerum in het landschap Västergötland en de provincie Västra Götalands län in Zweden. De plaats heeft 135 inwoners (2005) en een oppervlakte van 20 hectare.